# Onygenales
Onygenales Cif. ex Benny & Kimbr. – rząd grzybów z klasy Eurotiomycetes.

## Charakterystyka
Gatunki zaliczane do rzędu Onygenales rozprzestrzenione są na całym świecie. Są to grzyby chorobotwórcze, u ludzi i zwierząt wywołujące choroby zwane grzybicami. Mają zdolność rozkładania keratyny, która jest głównym składnikiem zewnętrznej warstwy skóry, paznokci, rogów i włosów.

## Systematyka
Pozycja w klasyfikacji według Index Fungorum: Onygenales, Eurotiomycetidae, Eurotiomycetes, Pezizomycotina, Ascomycota, Fungi.
Takson ten utworzyli Raffaele Ciferri, Gerald Leonard Benny i James William Kimbrought w 1980 r. Według aktualizowanej klasyfikacji Index Fungorum bazującej na Dictionary of the Fungi w 2021 r. do rzędu  Onygenales należą rodziny:
- Ajellomycetaceae Unter., J.A. Scott & Sigler 2004
- Arthrodermataceae Locq. ex Currah 1985
- Gymnoascaceae Baran. 1872
- Helicoarthrosporaceae Stchigel, Rodr.-Andrade & Cano 2019
- Nannizziopsidaceae Guarro, Stchigel, Deanna A. Sutton & Cano 2013
- Onygenaceae E. Fisch. 1898 – rogowniczkowate
- Spiromastigaceae Guarro, Cano & Stchigel 2014
- Spiromastigoidaceae Guarro, Cano & Stchigel 2017